# 대구출입국·외국인사무소
대구출입국·외국인사무소(大邱出入國·外國人事務所)는 대한민국 법무부의 소속기관이다. 2018년 5월 10일 발족하였으며, 대구광역시 동구 이노벨리로 345에 위치하고 있다. 소장은 서기관으로 보한다.

## 직무
- 내·외국인의 출입국심사
- 외국인의 등록 및 지문찍기
- 출입국사범의 단속·수사·인수 및 외국인에 대한 동향조사
- 체류자격외의 활동을 하는 외국인에 대한 활동중지명령
- 외국인의 거소 및 활동범위의 제한
- 외국인의 준수사항의 결정
- 재외동포 거소신고등에 관한 사항
- 출입국관리기록의 정리와 보관
- 외국인의 보호 및 강제퇴거
- 보호외국인에 대한 분류심사 및 조사
- 보호자에 대한 접견 및 입·출소관리
- 보호자의 경비 및 보호
- 국적취득의 신청, 국적이탈·상실 신고 그 밖의 국적민원 접수 및 실태조사
- 난민인정 결정 및 난민 처우 등에 관한 사항
- 「출입국 관리법 시행령」 별표 1에 따른 외국인의 체류자격 중 거주(F-2), 영주(F-5) 등을 가진 정주외국인 및 귀화자 등의 네트워크 구축·운영 지원에 관한 사항
- 사증발급인정서의 발급 등에 관한 사항
- 기타 내·외국인의 출입국관리에 관한 사항

## 연혁
- 1953년 12월 17일: 부산출입국관리사무소 소속으로 포항출장소 설치.[2]
- 1969년 7월 26일: 부산출입국관리사무소 소속으로 대구출장소 설치.[3]
- 1973년 9월 5일: 법무부 소속으로 구미공업단지출입국관리사무소 설치.[4]
- 1980년 4월 10일: 구미공업단지출입국관리사무소를 구미출입국관리사무소로 개편하고 대구·포항출장소를 소속기관으로 편입.[5]
- 1984년 2월 29일: 대구출장소를 법무부 소속 대구출입국관리사무소로 승격하고 포항출장소를 소속기관으로 편입. 구미출입국관리사무소를 대구출입국관리사무소 소속 구미출장소로 격하.[6]
- 1984년 12월 27일: 구미출장소 폐지.[7]
- 2011년 5월 11일: 소속기관으로 구미출장소 설치.[8]
- 2018년 5월 10일: 대구출입국·외국인사무소로 개편.[9]

## 관할 구역
- 대구광역시
- 경상북도[10]

## 조직

### 소장
- 관리과[11]
- 심사과[11]
- 조사과[11]

### 소속기관
출장소
| 명칭       | 위치                              | 관할구역                                                    |
| ---------- | --------------------------------- | ----------------------------------------------------------- |
| 구미출장소 | 경상북도 구미시 구미대로 350-27   | 경상북도 구미시 경상북도 구미시·김천시·상주시·문경시·칠곡군 |
| 포항출장소 | 경상북도 포항시 북구 우창동로 135 | 경상북도 포항시·울릉군·영덕군·울진군                        |